# Vignola-Falesina
Vignola-Falesina es una localidad y comune italiana de la provincia de Trento, región de Trentino-Alto Adigio, con 133 habitantes.

## Evolución demográfica
| Gráfica de evolución demográfica de Vignola-Falesina entre 1861 y 2001 |
|                                                                        |
| Fuente ISTAT - elaboración gráfica de Wikipedia                        |